# 労働者共産党 (イタリア)
労働者共産党 (ろうどうしゃきょうさんとう、Partito Comunista dei Lavoratori,PCL)は、イタリアの共産主義政党。
2006年6月18日に共産主義再建党を離党した一部のトロツキストが2008年1月3日に結成した。党首はマルコ・フェランド。
2013年の総選挙では89995票を獲得したが、議席獲得ならず。ちなみに、この選挙で共産主義を掲げて戦った党はこの党のみである。「市民革命」に参加している共産主義再建党など、他の共産主義政党はどこも「共産主義」を標榜しなかった。